# Haus der Wirtschaftsförderung (Region Hannover)

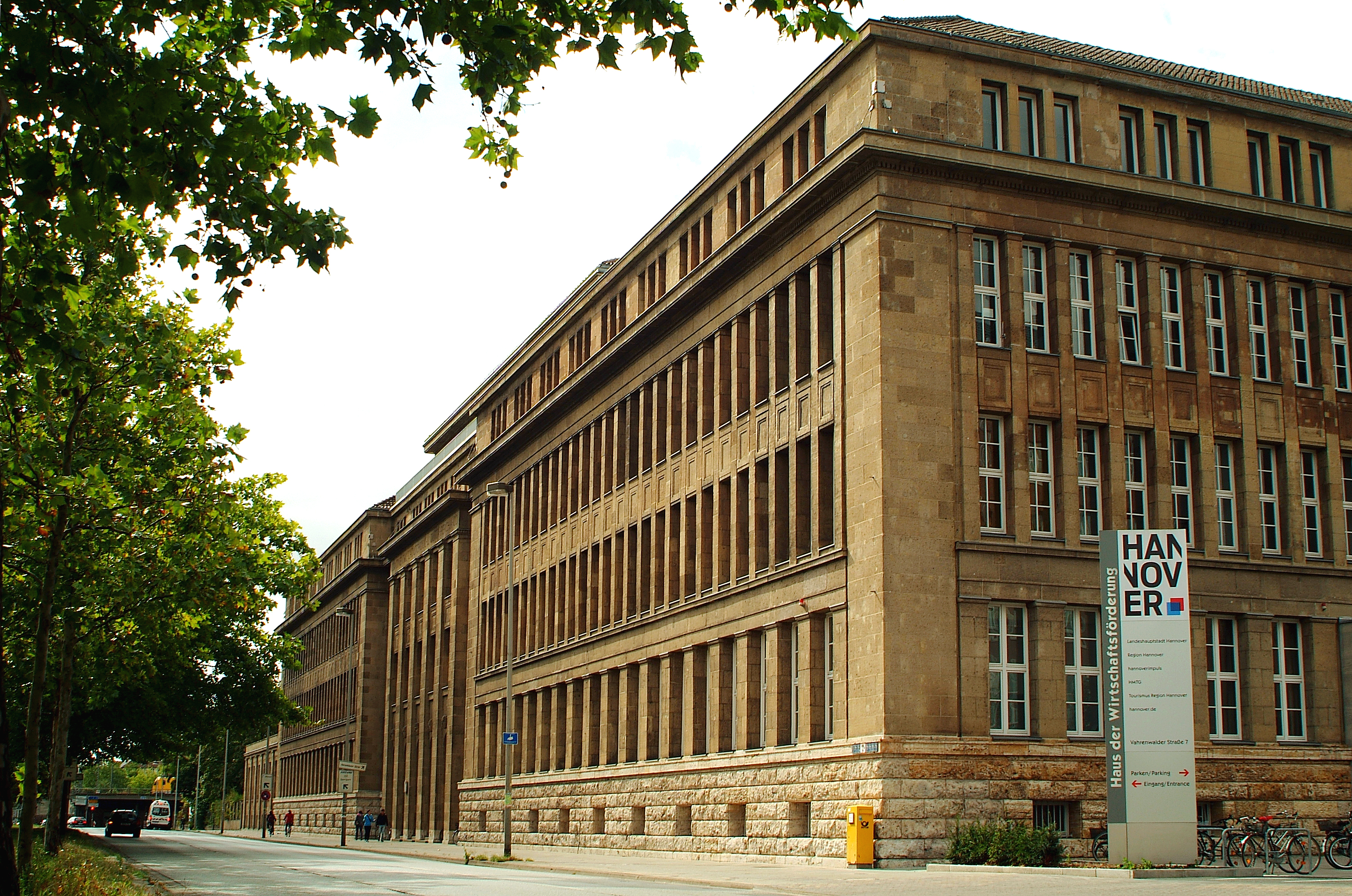
Das 2012 eröffnete Haus der Wirtschaftsförderung an der Vahrenwalder Straße

Im Haus der Wirtschaftsförderung in Hannover finden sich alle Wirtschaftfachbereiche der Stadt sowie der Region Hannover, die sich im weiteren Sinne mit Wirtschaftsförderung und Vermarktung von bestehenden oder zu gründenden Unternehmen sowie der Region selbst beschäftigen. „Unter einem gemeinsamen Dach“ finden Bürger insbesondere die Förder- und Beratungsangebote der Dienstleister Hannover Marketing Tourismus (HMTG), Hannover Region Tourismus, hannover.de Internet GmbH sowie  hannoverimpuls. Standort des monumentalen 1912–1914 nach Entwurf von Peter Behrens errichteten Verwaltungsgebäudes ist die Vahrenwalder Straße 7 im Stadtteil Vahrenwald.

## Angebote und Dienstleister

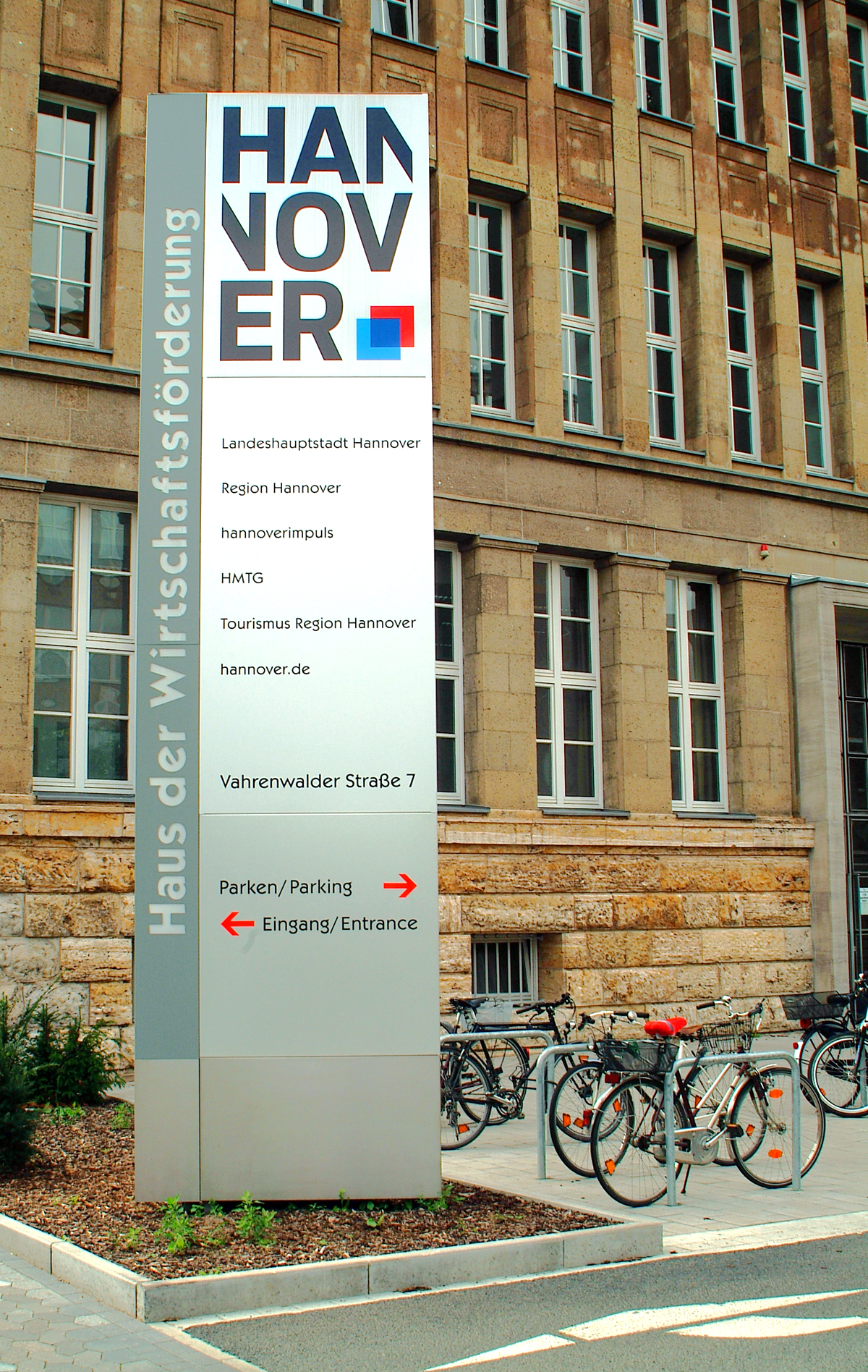
Hinweis auf die wichtigsten kommunalen Förderer vor der Einfahrt zu den Parkplätzen

„Das gesamte Leistungsspektrum der Wirtschaftsförderung von Stadt und Region [wird] zentral angeboten. Dazu gehören so unterschiedliche Aufgaben wie Branchenentwicklung, Gründungsförderung, Tourismusvermarktung und das regionale Gewerbeflächenmanagement bis zur Beschäftigungsförderung, dem städtischen Immobilienmanagement und Marktwesen in Hannover sowie weitere Services für Unternehmen in allen Lebenslagen.“
Zu den Dienstleistungen und ihren Anbietern zählen:
- Städtische Wirtschaftsförderung, Gewerbeflächenmanagement, Marktwesen, Einfamilienhausbüro: Fachbereich Wirtschaft der Landeshauptstadt Hannover[3]
- Regionale Wirtschafts- und Beschäftigungsförderung, Koordinierungsstelle Frau und Beruf: Fachbereich Wirtschafts- und Beschäftigungsförderung der Region Hannover[3]
- Branchenentwicklung, Gründungsförderung, Förderung kleiner und mittlerer Unternehmen, Regionale Fonds: hannoverimpuls GmbH[3]
- Tourismusförderung und Standortmarketing: Hannover Marketing und Tourismus GmbH[3]
- Betreibergesellschaft der Internetseite hannover.de: Hannover.de Internet GmbH[3]

## Geschichte

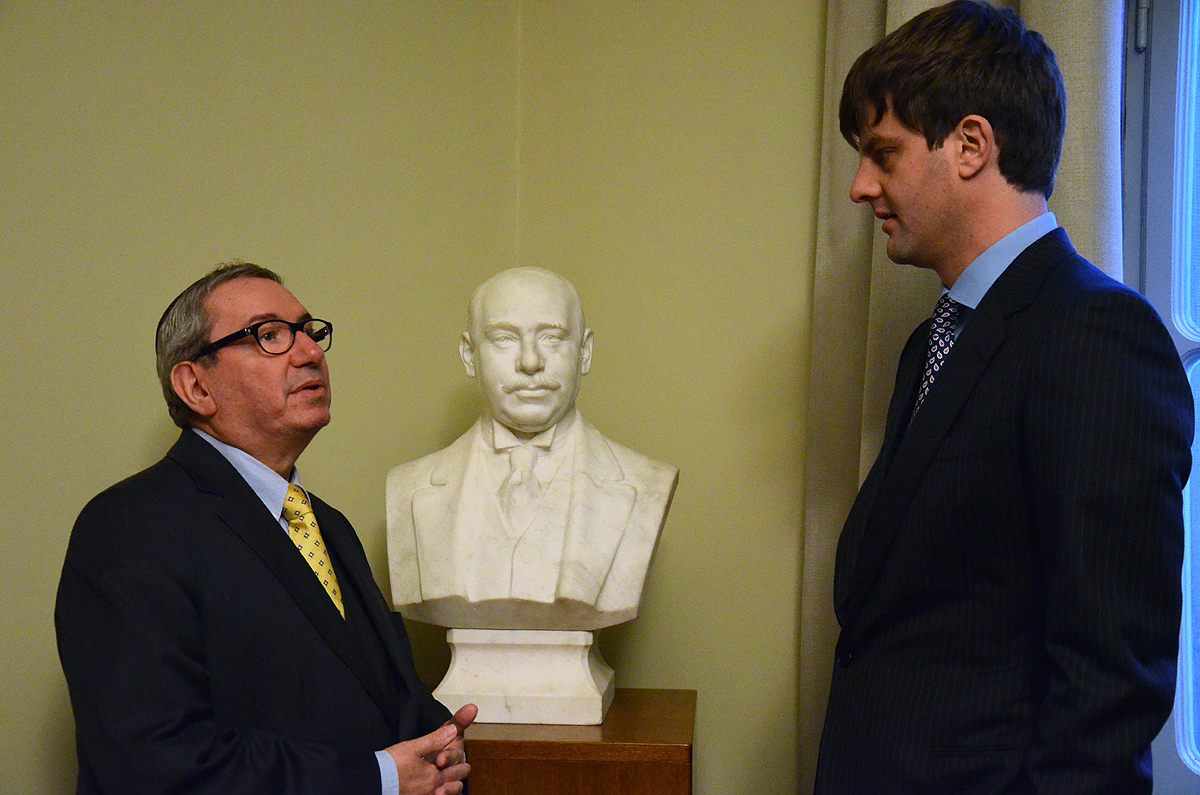
Diese Büste Siegmund Seligmanns stand um 1900 in der Zentralhalle;
Andor Izsák (links) in der Villa Seligmann mit Ernst August von Hannover.

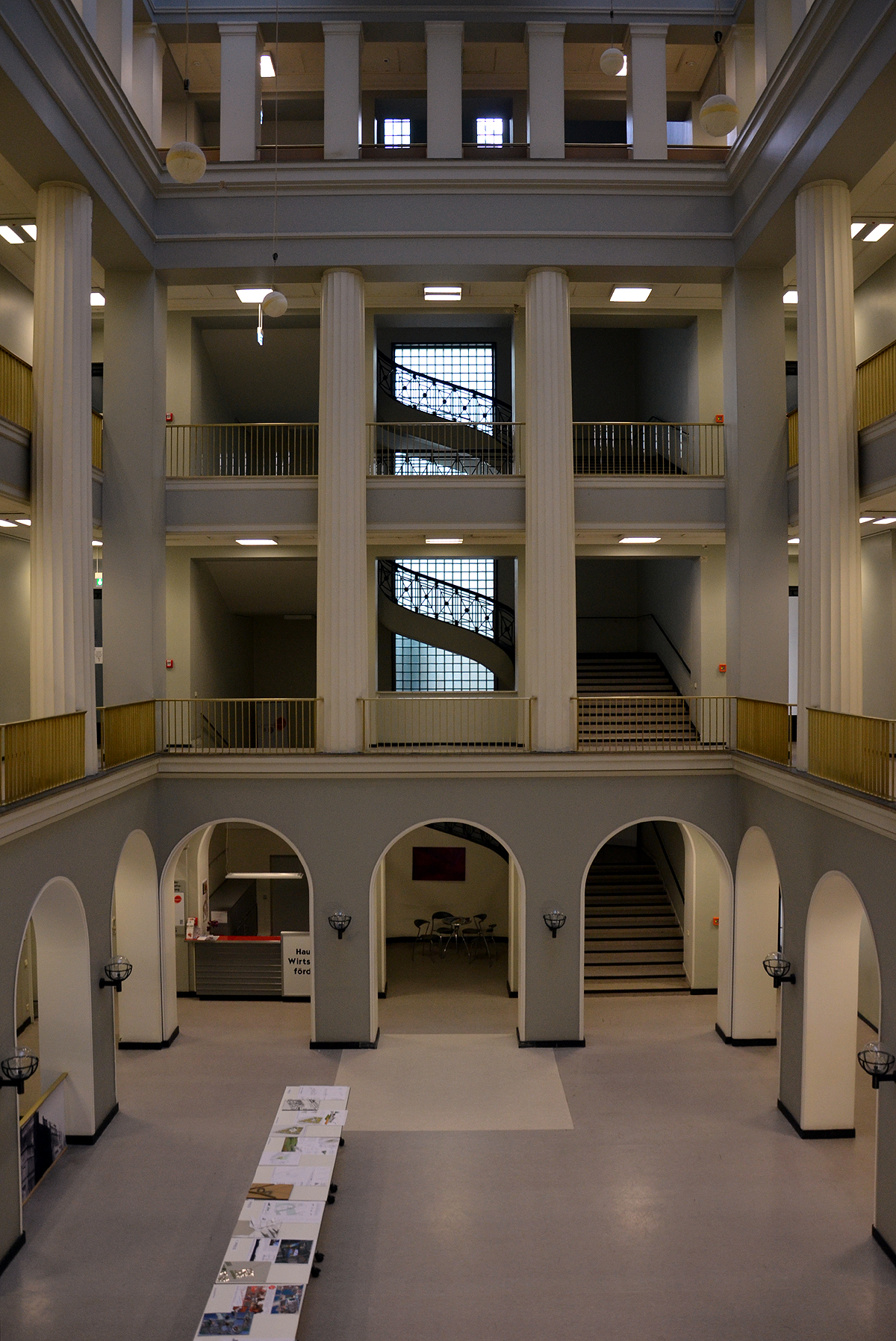
Ausstellung prämierter Architektur-Entwürfe 2014 im Foyer des Hauses für die Hildesheimer Straße

Das Gebäude in der (heutigen) Vahrenwalder Straße 7 wurde in den Jahren von 1912 bis 1914 durch den Architekten Peter Behrens für die damalige Continental Caoutchouc- u. Gutta-Percha-Co. (später: Continental AG) errichtet. Bedingt durch den Ersten Weltkrieg konnte der Verwaltungsbau erst während der Weimarer Republik in den Jahren von 1919 bis 1920 ausgebaut werden. Seitdem wurde das Gebäude durch die Continental AG als Hauptverwaltungssitz genutzt.
Im Zweiten Weltkrieg wurde das Gebäude erheblich zerstört. In den Wiederaufbaujahren wurde daher 1952 bis 1953 durch die Architekten Ernst Zinsser und Werner Dierschke das Continental-Hochhaus am Königsworther Platz als neuer Hauptverwaltungssitz der „Conti“ errichtet. Das alte Verwaltungsgebäude wurde stark verändert wiederaufgebaut und später unter Denkmalschutz gestellt.
1984 erwarb die Stadt Hannover den Verwaltungsbau an der Vahrenwalder Straße für 16 Millionen Mark. Nach der Übergabe an die städtische Union-Boden GmbH wurde es zunächst durch das Technologiecentrum Hannover (TCH) genutzt, in dem etliche Firmen wie etwa Viscom oder KoRiS ihren Anfang nahmen. „2007 begann in enger Abstimmung mit dem Denkmalschutz die vorerst letzte Sanierungsphase“.
Nachdem der Wirtschaftsraum Region Hannover seit 2001 seine Wirtschaftskraft um [zuletzt] rund 25 Prozent gesteigert hatte, beschlossen die Stadt Hannover und die Region Hannover Anfang 2011 die räumliche Zusammenlegung sämtlicher Institutionen der Stadt und der Region, die sich im weiteren Sinne mit Wirtschaftsförderung und Standortvermarktung beschäftigen.
Am 13. März 2012 wurde das neue Haus der Wirtschaftsförderung offiziell durch Regionspräsident Hauke Jagau, den hannoverschen Wirtschaftsdezernenten Hans Mönninghoff sowie den Präsidenten der IHK Hannover, Hannes Rehm, gemeinsam mit rund 100 Gästen aus Wirtschaft, Wissenschaft, Politik und Verwaltung feierlich eröffnet. Die Dienstleistungen unter einem zentralen Dach sollen nun den rund 66.000 in der Region ansässigen Unternehmen mit ihren circa 440.000 Mitarbeitern stärken sowie neu zu gründende Unternehmen von Anfang an.